# Ludwig Borchardt
Ludwig Borchardt (Berlín, 5 de octubre de 1863 - París, 12 de agosto de 1938) fue un egiptólogo y arquitecto alemán.

## Biografía
Borchardt estudió arquitectura y más tarde egiptología bajo Adolf Erman. En 1895 viajó a El Cairo y editó, con Gaston Maspero, el catálogo del Museo Egipcio de El Cairo. 

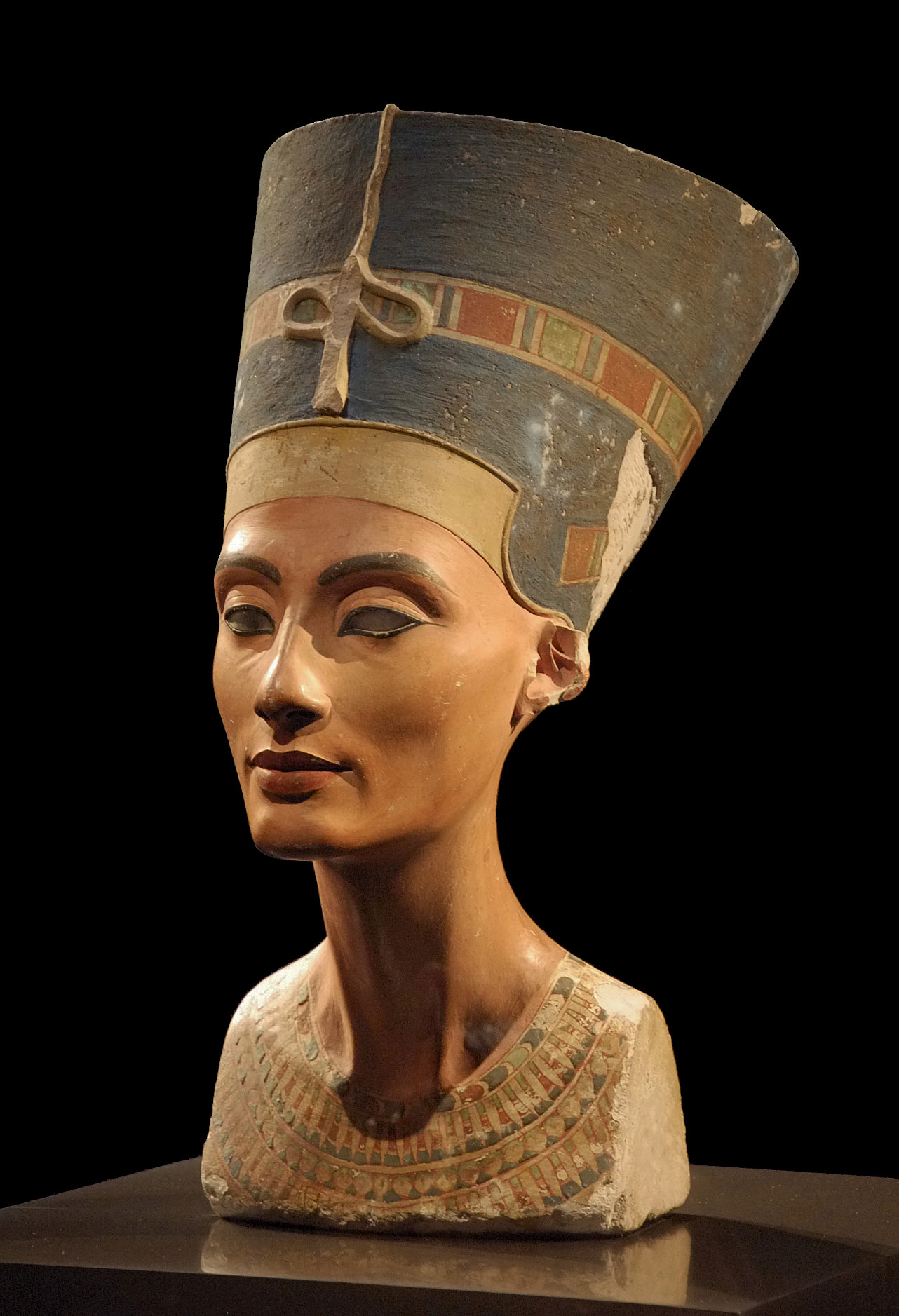
El Busto de Nefertiti, hallado por Ludwig Borchardt en 1912, en Amarna.

Borchardt se casó con Emilie (Mimi) Cohen, una nieta del banquero alemán Abraham Kuhn.  Mimi recibió en 1903 una herencia de 150.000 marcos, una fortuna considerable para la época, y empleó la mayor parte en la construcción de una villa en El Cairo.
Su principal objetivo era la antigua arquitectura egipcia. Excavó en Abusir, aunque es más conocido por su trabajo del templo de Nyuserra en Abu Gurab. En 1907 fundó el Instituto Alemán de Arqueología (Kaiserlich Deutsches Institut für Ägyptische Altertumkunde) en El Cairo, siendo su director hasta 1928.
Realizó excavaciones en Amarna, donde descubrió en 1912 el taller del escultor Tutmose, que albergaba el Busto de Nefertiti (actualmente en el Museo Egipcio de Berlín). También dirigió excavaciones en Heliópolis y en varias tumbas de nobles del Imperio Antiguo de Egipto en Abu Gurab.
Examinó someramente la pirámide de Seila (cuarta dinastía), ubicada entre el gran oasis de El Fayum y la orilla occidental del Nilo.
Borchardt murió en la ciudad de París, el 12 de agosto de 1938. Sus restos se trasladaron para ser enterrados en El Cairo.
Tras la presentación del busto de la reina Nefertiti en Berlín en 1923, las autoridades egipcias solicitaron que la pieza regresara a Egipto, al afirmar que el busto de Nefertiti se sacó ilegalmente con la excusa de que era un simple objeto de yeso sin valor. Los acuerdos legales con Egipto acordaban que las piezas encontradas por algún país extranjero debían repartirse a partes iguales entre ambos países, exceptuando las piezas más características que no debían salir de Egipto.

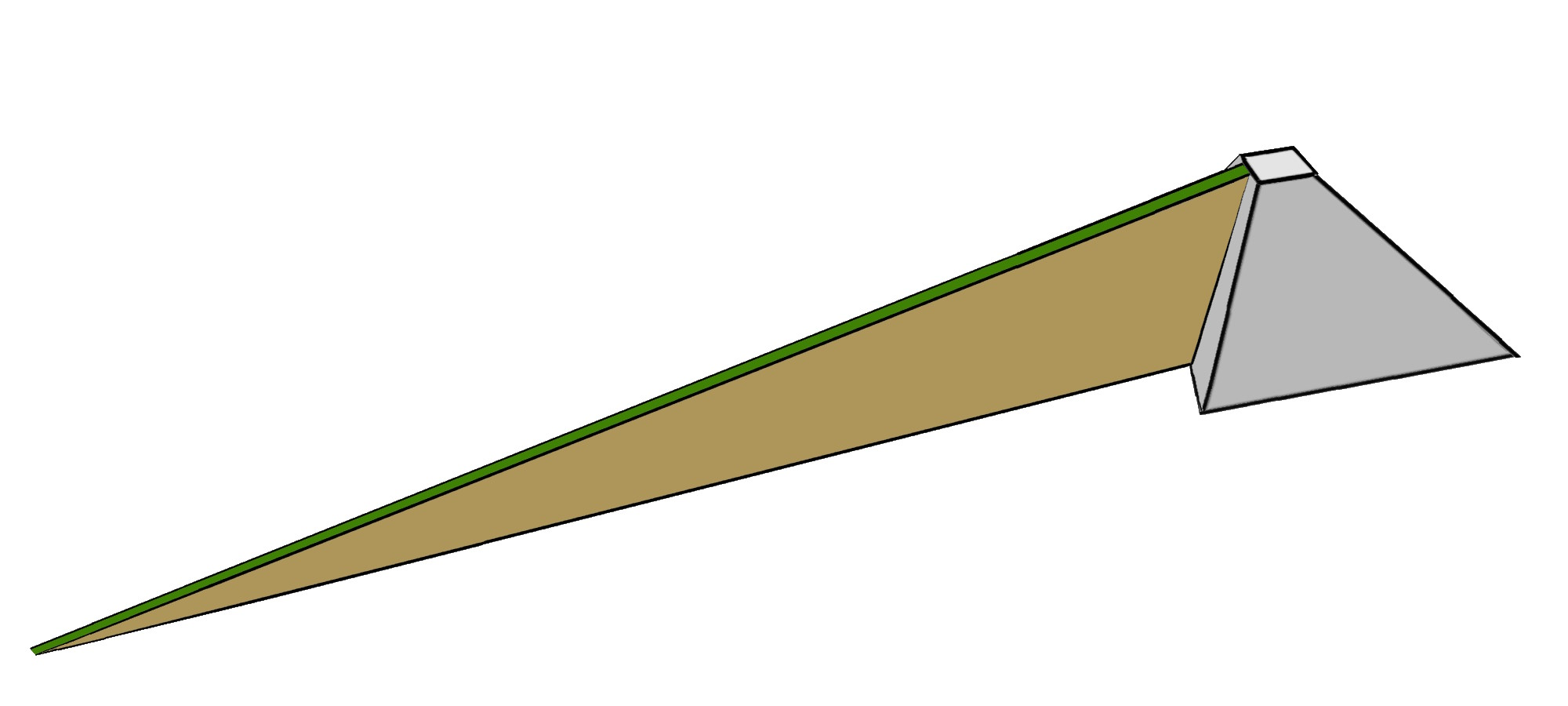
Modelo de rampa de Ludwig Borchardt

En 1928 publicó una propuesta para construir la Pirámide de Keops. Se utiliza una rampa exterior que corre verticalmente hacia la pirámide y crece con la altura de la pirámide.

## Publicaciones
- Baugeschichte des Amontempels von Karnak (1905)
- Die Annalen und die zeitliche Festlegung des ägyptischen Alten Reiches der Geschichte (1917)
- Quellen und Forschungen zur Geschichte Zeitbestimmung der Ägyptischen (1917-1938)

### Citas
1. 1 2  Herbert Ricke (1955). «Borchardt, Ludwig». Neue Deutsche Biographie (NDB) (en alemán) 2. Berlín: Duncker & Humblot. pp. 455-456.
2. ↑  Cilli Kasper-Holtkotte, Deutschland in Ägypten: Orientalistische Netzwerke, Judenverfolgung und das Leben der Frankfurter Jüdin Mimi Borchardt (2017), p. 17 & p. 21, footnote 34
3. ↑  Dodson, Aidan (2003): Las pirámides del Antiguo Egipto. – Folio, Barcelona, 2006, p. 74. ISBN 84-413-2150-7
4. ↑  «The Bust of Nefertiti: A Chronology». Archivado desde el original el 17 de octubre de 2015. Consultado el 12 de abril de 2019.
5. ↑  Vandenberg, Philipp (1976). Nefertiti. Una biografía arqueológica. Plaza & Janés. ISBN 9788401340468.
6. ↑  Famed Nefertiti bust 'a fake': expert
7. ↑  Ludwig Borchardt: Die Entstehung der Pyramide. Verlag von Julius Springer, Berlin, 1928
8. ↑  Frank Müller-Römer: Pyramidenbau mit Rampen und Seilwinden p. 42-43, 128, 2007